# King of Fools
King of Fools es el álbum debut de la banda británica de rock Delirious?, publicado en junio de 1997. Estilísticamente maneja similitudes marcadas del álbum de la banda U2 The Joshua Tree, una influencia que fue destacada por varios críticos en el lanzamiento. King of Fools alcanzó el puesto número trece en la lista de álbumes del Reino Unido, una buena recepción para la banda que editó tres sencillos. El segundo sencillo "Deeper" alcanzó el puesto número veinte en la lista de sencillos del Reino Unido el 11 de mayo de 1997. También incluye la que es posiblemente una de sus canciones más populares "History Maker", que fue tocada con regularidad a lo largo de toda su carrera.

## Trasfondo
En agosto de 1995 un accidente de tránsito involucro al vocalista Martin Smith, su esposa Anna, y al bajista Jon Thatcher, siendo Smith el más afectado tras ser hospitalizado con lesiones de gravedad. Smith paso por un periodo de depresión antes de ser inspirado por el libro de Bill Flanagan U2: En el Fin del Mundo, que lo llevó a tomar la decisión de llevar a la banda a tiempo completo. Ese año los miembros grupos deciden renunciar a sus respectivos trabajos y convertirse en músicos profesionales. Delirious? pronto comenzaría a trabajar en las canciones de su primer álbum de estudio.

## Grabación y lanzamiento
Después de haber compuesto más de doce canciones para el álbum la banda monto un equipo de grabación en el Beltwood House de la ciudad Londres. El álbum fue producido por Andy Piercy y grabado entre el 1 de diciembre de 1996 y el 28 de enero de 1997 utilizando un radar Otari. Previo al lanzamiento la banda lanzó dos sencillos en la corriente principal "White Ribbon Day" y "Deeper", los cuales debutaron en las listas británicas en el #41 y #20 respectivamente. El álbum fue lanzado el 16 de junio de 1997 debutando en el #13 del UK Albums Chart.

## Sencillos
Su primer sencillo «White Ribbon Day«, fue una canción inspirada en la situación política que ocurría en Irlanda del Norte por ese momento. Fue lanzado para la corriente principal del Reino Unido en febrero de 1997 debutando fuera del Top 40, debido en parte a problemas de distribución. A la semana siguiente se mantuvo dentro del Top 75 de las listas, alcanzado el #75 exactamente.
En mayo la banda lanzó Deeper el cual sorprendió a la banda entrando en el Top 20 del UK Singles Chart. El día del anuncio del conteo la BBC Radio 1 denominó a Delirious? como: "El secreto mejor guardado del pop". A la semana siguiente la canción se mantuvo dentro del Top 40 alcanzando el #39 y en la tercera se mantuvo dentro del Top 75 colocándose en el puesto #65.
La banda optó por planear un tercer sencillo después del lanzamiento del álbum en junio. En julio "Promise" fue lanzado como un sencillo de dos discos. Esta técnica dirigida a aumentar las ventas, fue utilizada con frecuencia por la banda en los años posteriores. El sencillo entró en las listas en el número #20 antes de caer al #48 en su segunda semana.

## Recepción
King of Fools fue recibido positivamente en la corriente principal. Crosswalk elogio el álbum afirmando que: "…si estas buscando algo manso y falto de originalidad, entonces ¡estás en el lugar equivocado!". Cross Rhymths calificó el álbum con una puntuación diez de diez y argumentó la gran versatilidad de la banda. Muchos críticos resaltaron las influencias marcadas de U2 en el álbum. Por ejemplo MTV señaló que: "King of Fools recordó la época ochentera de U2, acentuando las letras cristianas de Bono, creando un disco de rock moderno que empalma con la espiritualidad" mientras que la revista HM nombrÓ al álbum como: "El proyecto que los fans de U2 estaban esperando".

## D:Tour
Delirious? promocionó el álbum con una gira de diez fechas por el Reino Unido en octubre y noviembre de 1997 bajo el título de ‘‘D:Tour’’ el cual recorrió las ciudades de Folkstone, Leicester, Grimsby, Mánchester, Londres, Leeds, Wolverhampton, Cornualles, y Exeter antes de terminar ante una multitud en Southampton Guildhall, cerca de la ciudad natal de la banda Littlehampton. El concierto en Southampton fue grabado para el segundo álbum en vivo de la banda D Tour 1997 Live at Southampton, lanzado en 1998.

## Lista de canciones

### UK
1. "Sanctify"
2. "Deeper"
3. "Revival Town"
4. "All the Way"
5. "August 30th"
6. "Promise"
7. "King or Cripple"
8. "Hands of Kindness"
9. "White Ribbon Day"
10. "King of Fools"
11. "History Maker"
12. "What a Friend I've Found"

### US
1. "Sanctify"
2. "Deeper"
3. "Revival Town" (Remix)
4. "All the Way"
5. "August 30th"
6. "Promise"
7. "King or Cripple"
8. "Hands of Kindness"
9. "Louder Than the Radio" (Remix)
10. "White Ribbon Day"
11. "King of Fools"
12. "History Maker"
13. "What a Friend I've Found"

### Posicionamiento
| Año  | Listas                     | Posición |
| ---- | -------------------------- | -------- |
| 1997 | Billboard Christian Albums | 7        |
| 1997 | Top Heatseekers            | 13       |
| 1997 | UK Album Charts            | 13       |